# Ixtli Martínez
Ixtli Xóchitl Martínez Jiménez es una periodista mexicana de radio y televisión nacida en Oaxaca de Juárez en 1976.

## Trayectoria
Como comunicadora ha colaborado en diversas estaciones de radio oaxaqueñas y periódicos locales, también ha sido corresponsal en el noticiario radiofónico de Carlos Loret de Mola y reportera de la revista "Contralínea", en 2008 recibe el premio "Libertad, Palabra de Mujer" por su labor y trayectoria, actualmente es corresponsal de MVS Noticias y está casada con el periodista Virgilio Sánchez. 
Es una periodista multipremiada que ha sufrido amenazas, acoso y persecución por sus reportajes. Se ha destacado como reportera de investigación en prensa escrita, radio y televisión, practica el periodismo narrativo.
El 10 de junio de 2010 sufrió un atentado mientras cubría una nota durante una gresca suscitada en la Facultad de Derecho de la Universidad Autónoma Benito Juárez de Oaxaca donde recibió un impacto de bala en el muslo.